# Wiktor Baworowski
Wiktor Baworowski, pseudonim literacki Wiktor z Baworowa  (ur. w 1825 lub 1826 w Kołtowie, zm. 3 grudnia 1894 we Lwowie) – bibliofil, mecenas nauk, poeta i tłumacz romantycznych dzieł Byrona i Hugo, założyciel Biblioteki Baworowskich we Lwowie, właściciel dóbr Myszkowice, Łuka Wielka, Baworów, Zastawie obok Tarnopola, Łoszniów, Krowinka obok Trembowli.

## Życiorys
Jego ojcem był Józef Baworowski (ur. ok. 1780, zm. 1841), żołnierz napoleoński, odznaczony krzyżem Virtuti Militari, właściciel dóbr ziemskich Myszkowice, Łuka Wielka, Bohatkowce, Krzywe koło Tarnopola, Łoszniów koło Trembowli, a matką Felicja ze Starzeńskich herbu Lis (ur. 1793, zm. 14 października 1837), właścicielka Kołtowa. Miał braci Włodzimierza, posła do Sejmu Krajowego Galicji i austriackiej Rady Państwa w Wiedniu i Wacława Stanisława. W domu ojcowskim otrzymał wychowanie cudzoziemskie, kształcąc się w języku francuskim, potem w niemieckim i angielskim. Jego nauczycielem był Kazimierz Kunaszewski, który przetłumaczył na język niemiecki Prelekcje Adama Mickiewicza i wydał w 1843 w Lipsku. Po śmierci rodziców jego opiekunem został wuj, hr. Michał Starzeński, który wysłał Wiktora wraz z bratem Włodzimierzem do Lwowa, gdzie pod okiem pedagoga Jurgasa otrzymali prywatne wykształcenie

## Działalność zawodowa i społeczna
W 1847 Wiktor Baworowski poznał Jana Nepomucena Kamińskiego i pod jego kierunkiem rozpoczął studia nad językiem i stylistyką polską. W 1848 został absolwentem Uniwersytetu Franciszkańskiego we Lwowie, na życzenie wuja wstąpił do służby państwowej, otrzymując posadę w Namiestnictwie we Lwowie (w latach 1849–1850 koncepista-praktykant). Po kilku latach służby porzucił zajmowane stanowisko mimo próśb namiestnika Agenora Romualda Gołuchowskiego i zajął się gospodarką w dobrach, które otrzymał po podziale schedy z braćmi. 
W 1857 został członkiem korespondentem Towarzystwa Naukowego Krakowskiego.
Pod koniec życia groziła mu całkowita ślepota, co zapewne spowodowało, że popełnił samobójstwo (poderznął sobie gardło). Został pochowany w grobowcu rodzinnym w podziemiach parafialnego kościoła św. Wacława w Baworowie.

## Publikacje
- Oberon (poemat niemieckiego poety Christopha Martina Wielanda, przetłumaczony i wydany we Lwowie w 1853);
- tłumaczenia pt. Pielgrzymki Czajlda Harolda, Don Juan autorstwa  George'a Gordona Byrona.

## Literatura dodatkowa
- Baworowski herbu Prus 2do. W: Kasper Niesiecki: Korona polska przy złotej wolności starożytnymi wszystkich katedr, prowincji i rycerstwa klejnotami.... T. I. Lwów: drukarnia Collegium Lwowskiego Societatis Jesu, 1728, s. 52–53.
- Testament Wiktora Baworowskiego. „Kurjer Lwowski”. Dodatek do nr 357, s. 1–2, 24 grudnia 1894.